# 福島県道13号小野田母神線
福島県道13号小野田母神線（ふくしまけんどう13ごう おのたもがみせん）は、福島県田村郡小野町と郡山市を結ぶ県道（主要地方道）である。

## 概要

### 路線データ
- 起点：田村郡小野町小野新町（国道349号・福島県道19号船引大越小野線交点）
- 終点：郡山市田村町田母神（国道49号交点 田母神交差点）
- 総延長： 10.500 km[要出典]
- 実延長：10.500 km[要出典]

## 歴史
- 1954年1月20日 - 建設省告示第16号が公布され、福島県道小野新町須賀川線の一部が主要地方道小野新町二瀬線として指定される。
- 1971年6月26日 - 建設省告示第1069号が公布され、福島県道小野新町二瀬線が主要地方道小野田母神線として指定される。
- 1972年（昭和47年）6月9日 - 福島県によって現行の県道路線に認定される[2]。
- 1993年（平成5年）5月11日 - 建設省から、県道小野田母神線が小野田母神線として主要地方道に指定される[3]。

## 地理

### 通過する自治体
- 田村郡小野町
- 郡山市

### 交差する道路

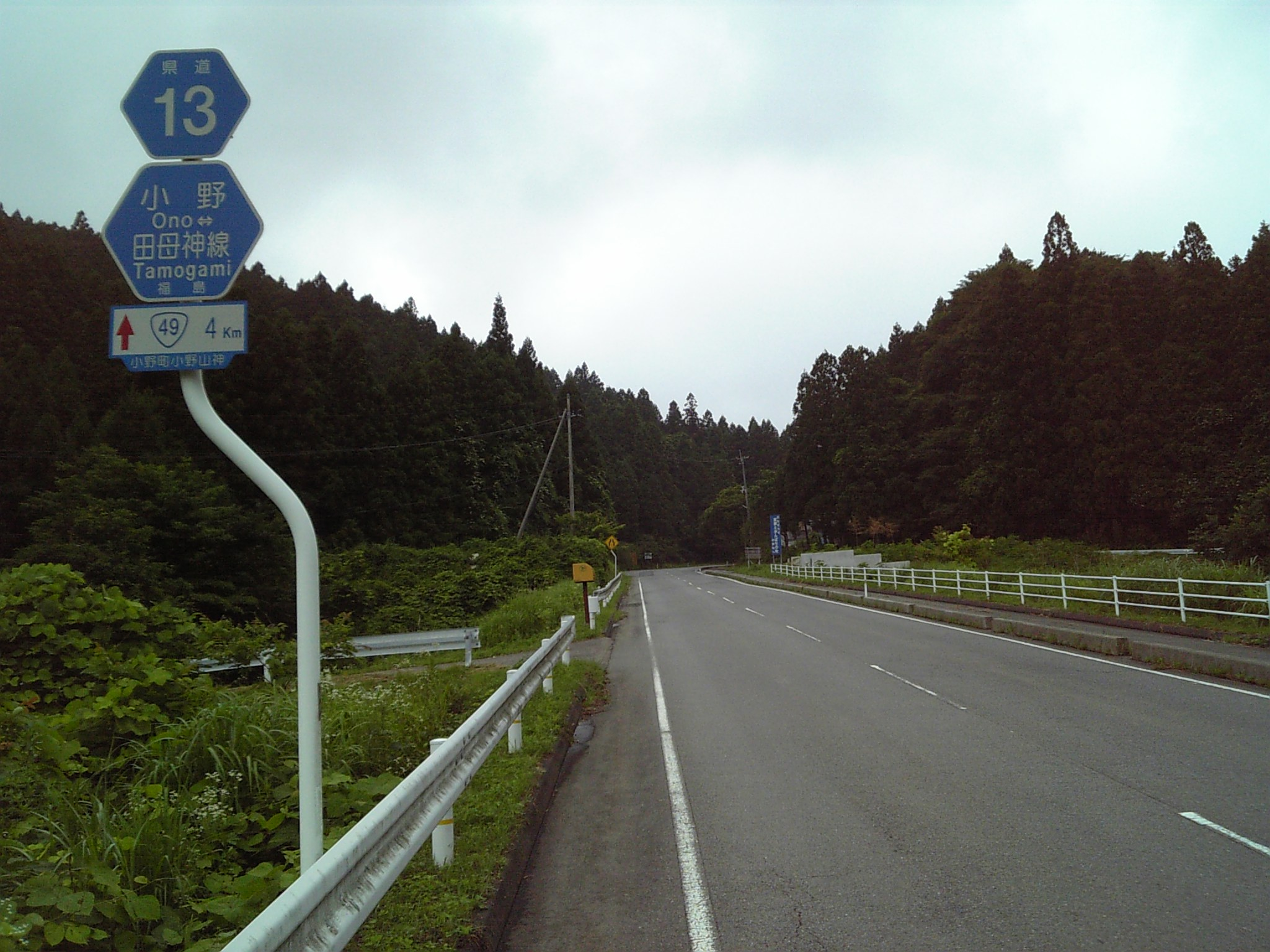
田村郡小野町小野山神付近（2008年7月）。

- 福島県道19号船引大越小野線・福島県道65号小野郡山線（小野町小野新町字仲町）
- 福島県道66号小名浜小野線（小野町小野新町字横町）
- 国道349号（福島県道20号いわき上三坂小野線重複）（小野町小野新町寺下）
- 福島県道42号矢吹小野線（小野町皮籠石寺脇）
- 国道49号（郡山市田村町田母神 終点）